# Macrodiplosis niveipila
Macrodiplosis niveipila är en tvåvingeart som först beskrevs av Osten Sacken 1862.  Macrodiplosis niveipila ingår i släktet Macrodiplosis och familjen gallmyggor.
Artens utbredningsområde är District of Columbia. Inga underarter finns listade i Catalogue of Life.